# میدان بلویو
میدان بلویو (به انگلیسی: Bellevue Square) رمان اثر مایکل ردهیل نویسنده اهل کانادا است و اولین بار در سال ۲۰۱۷ منتشر شد و توانست در همان سال برنده جایزه گیلر شود.